# Pa Modou Kah
Pa Modou Kah (* 30. Juli 1980 in Banjul, Gambia) ist ein ehemaliger norwegischer Fußballspieler gambischer Herkunft.

## Vereinskarriere
Erster Jugendverein des Verteidigers war der norwegische Verein Skeid Oslo. Als Profifußballer spielte er ab 1998 bis 2003 bei Vålerenga IF. Anschließend spielte er eine Saison beim schwedischen Verein Allmänna Idrottsklubben. Von 2004 bis 2011 stand er beim niederländischen Erstligaverein Roda JC Kerkrade unter Vertrag, für den er in 219 Spielen 13 Tore erzielte. Im Sommer 2011 wechselt er zum Al-Khor Sports Club nach Katar. Nach einer Leihe an den Qatar SC wechselte Kah 2013 zu al-Wahda nach Saudi-Arabien.
Seit dem 3. Mai 2013 spielt Kah in der Major League Soccer in den USA. Seine ersten beiden Spielzeiten in der nordamerikanischen Profiliga spielte er bei den Portland Timbers. 2015 wechselte er zu dem kanadischen Franchise Vancouver Whitecaps, nachdem die Timbers die Option auf Verlängerung Ende 2014 nicht wahrgenommen hatten. Im Februar 2017 beendete er hier in der Reservemannschaft seine Karriere.

## Nationalmannschaft
Für die Norwegische Fußballnationalmannschaft war er für zehn Spiele aufgestellt und erzielte dabei ein Tor.